# Pa tê sô
Pa tê sô (tiếng Pháp: paté chaud) là một loại bánh có nguồn gốc từ Pháp có vỏ bằng bột mì và bơ nướng lò, bên trong có nhân thịt heo, nấm mèo và hành khô. Nếu muốn thay đổi vị, có thể thay thế thịt heo bằng thịt bò, gà hoặc bất kỳ loại thịt nào tuỳ thích. Tất cả được trộn đều với gia vị và băm nhỏ rồi viên lại.
Vỏ bánh được làm từ lớp bột ngàn lớp và được cắt khối thành hình tròn, viền bánh có răng cưa (hoa) chung quanh để cho thêm đẹp. Bánh được quết một lớp lòng đỏ trứng ở ngoài trước khi cho vào lò nướng. Bánh ngon khi vẫn đang còn nóng. Ở Việt Nam, bánh được bán tại các cửa hàng bánh mì và phổ biến tại miền Nam nhất là những đô thị.
Tên "pa tê sô" là phiên âm pâté chaud từ tiếng Pháp. Bánh này du nhập Việt Nam vào thế kỷ 19, nhưng ngày nay người Pháp gọi loại bánh này là pâte feuilletée chứ không dùng pâté chaud nữa.